# Фраймут, Рико
Рико Фраймут (нем. Rico Freimuth; род. 14 марта 1988[…], Потсдам) — немецкий легкоатлет, специалист по многоборьям. Выступает за сборную Германии по лёгкой атлетике с 2007 года, серебряный и бронзовый призёр чемпионатов мира, участник двух летних Олимпийских игр.

## Биография
Рико Фраймут родился 14 марта 1988 года в городе Потсдам, ГДР. Сын известного восточногерманского десятиборца Уве Фраймута.
Впервые заявил о себе в десятиборье на международном уровне в сезоне 2007 года, когда вошёл в состав немецкой национальной сборной и побывал на юниорском европейском первенстве в Хенгело, откуда привёз награду бронзового достоинства.
В 2009 году закрыл десятку сильнейших на молодёжном европейском первенстве в Каунасе.
В 2011 году стартовал на взрослом чемпионате мира в Тэгу, но завершил здесь выступление досрочно и не показал никакого результата.
Благодаря череде удачных выступлений удостоился права защищать честь страны на летних Олимпийских играх 2012 года в Лондоне — в программе десятиборья набрал 8320 очков, заняв в итоговом протоколе шестое место.
В 2013 году показал седьмой результат на чемпионате мира в Москве.
На чемпионате Европы 2014 года в Цюрихе так же был седьмым в десятиборье.
В 2015 году завоевал бронзовую медаль на чемпионате мира в Пекине.
Выполнив олимпийский квалификационный норматив, благополучно прошёл отбор на Олимпийские игры 2016 года в Рио-де-Жанейро — на сей раз в десятиборье досрочно завершил выступление и не показал результата.
После Олимпиады в Рио Фраймут остался в составе легкоатлетической команды Германии на ещё один олимпийский цикл и продолжил принимать участие в крупнейших международных стартах. Так, в 2017 году он выиграл серебряную медаль на чемпионате мира в Лондоне, уступив лидерство только титулованному французу Кевину Майеру.
Чемпионат мира 2019 года в Дохе вынужден был пропустить из-за травмы.